# Metzing
Metzing (Duits: Metzingen in Lothringen) is een gemeente in het Franse departement Moselle (regio Grand Est) en telt 583 inwoners (2004).
De gemeente maakt desinds 22 maart 2015 deel uit van het kanton Stiring-Wendel. Daarvoor hoorde het bij het kanton Behren-lès-Forbach, dat toen opgeheven werd. Het arrondissement Forbach fuseerde met het arrondissement Boulay-Moselle tot het huidige arrondissement Forbach-Boulay-Moselle.

## Geografie
De oppervlakte van Metzing bedraagt 6,5 km², de bevolkingsdichtheid is 89,7 inwoners per km².
De onderstaande kaart toont de ligging van Metzing met de belangrijkste infrastructuur en aangrenzende gemeenten.

## Demografie
Onderstaande figuur toont het verloop van het inwonertal (bron: INSEE-tellingen).